# Dela lika (TV-serie)
Dela lika är en svensk TV-serie i fyra avsnitt, ursprungligen visad i TV1 mellan 27 november och 18 december 1972. Serien regisserades av Carin Mannheimer som även skrev dess manus.
Serien handlar om sju kvinnor som övertar en nedläggningshotad syfabrik där de alla är anställda. Den spelades in på en syfabrik i Göteborg där sömmerskorna agerade statister efter att ha lärt skådespelarna att sy. 

## Rollista
- Margita Ahlin – Liv
- Sören Alm – Gunnar
- Wanja Basel – Laila
- Lars-Erik Berenett – Anders
- Martin Berggren
- Gertrud Bodlund – Vera
- Lena Brogren – Else-Marie
- Pia Bæckström – Elinor
- Ingemar Carlehed
- Mikael Danielsson [2]
- Per Elam – herr Dyrehag
- Magnus Eriksson – Jan
- Inger Hayman – Lilian
- Lennart Hjulström – ombudsman
- Maria Hörnelius – Anna
- Margaretha Löwler – Angela
- Ulla-Britt Norrman – Ulla-Britt
- Nils Nygren – Åke
- Birgitta Palme – Inga
- Claes Sylwander – Anderberg
- Chris Wahlström – Ulla-Britts mor
- Folke Walder – Edvard Jansson
- Måns Westfelt – Gustav